# Kate Walsh
Kathleen Erin Walsh (født 13. oktober 1967) er en amerikansk skuespillerinde. Hun er bedst kendt for sin rolle som Dr. Addison Montgomery i ABC' tv-dramaer Greys Hvide Verden (2005–2012, 2021) og Private Practice (2007–2013). Hun er også kendt for sine roller som Rebecca Wright i den kortvarige NBC-sitcom Bad Judge (2014–2015), Olivia Baker i 13 Reasons Why (2017–2019) og som The Handler i The Umbrella Academy (2019-nu).

## Opvækst
Walsh blev født i San Jose, Californien, som datter af Angela og Joseph Patrick Walsh Sr.   Hun har fire ældre søskende, to brødre, Séan og Joseph, som begge er filmproducere og to søstre. Hun voksede op i et katolsk hjem  i Tucson, Arizona. Hendes mor er af italiensk afstamning,    og hendes far var irsk, fra Navan i County Meath.
Walsh dimitterede fra Catalina Magnet High School og studerede skuespil ved University of Arizona, inden hun droppede ud. Walsh flyttede til New York City og sluttede sig til en komedietrup, Burn Manhattan, og arbejdede ved siden af som servitrice.  

## Karriere
Inden hendes modelkarriere arbejdede Walsh hos Burger King og Dairy Queen. Hun begyndte at arbejde som model i Japan sidst i 1980'erne, hvor hun også underviste i engelsk. Senere flyttede hun til Chicago og arbejdede ved Piven Theatre Workshop.   Hun optrådte i "National Public Radio"s produktion af radiospillet Born Guilty. 

### Tv-roller
Efter at have spillet Cathy Buxton i Homicide: Life on the Street-afsnittet "Stakeout" i 1996 og Navy Lieutenant Kirstin Blair i Law & Order-afsnittet "Navy Blues" var Walshs første større tv-optræden i 1997, da hun optrådte i The Drew Carey Show som Drew Careys kæreste, Nicki Fifer. Hun bar en såkaldt fatsuit i nogle af seriens afsnit, fordi Nicki-karakteren var en tidligere overvægtig kvinde, der tabte sig og langsomt begyndte at tage på igen.
Walsh fortsatte herfra med at spille Carol Nelson i HBO's The Mind of the Married Man-serie og spillede Norm Macdonalds kæreste i sitcommen The Norm Show. Hun havde en gæsteoptræden i CSI: Crime Scene Investigation som Mimosa, en transkønnet kvinde. Hun optrådte ved siden af i sketches i aftenshowet Late Night med Conan O'Brien.
Walsh havde en tilbagevendende rolle i Karen Sisco som kriminalbetjent Marley Novak i 2003 og 2004. I 2005 blev hun castet i sin gennembrudsrolle i ABC-serien Greys Hvide Verden, som Dr. Addison Montgomery, den fremmedgjorte ægtefælle til Derek Shepherd ("Dr. McDreamy", spillet af Patrick Dempsey).
I februar 2007 fik Walshs Grey's Hvide Verden-karakter sin egen spin-off-serie, der begyndte at blive sendt i september 2007. Taye Diggs, Tim Daly, Amy Brenneman, Chris Lowell og Audra McDonald blev castet til spin-off'en, Private Practice.   Walsh vendte tilbage i seks afsnit fra fjerde til ottende sæson af Greys Hvide Verden, herunder det musikalske afsnit "Song Beneath the Song".
I september 2007 begyndte Walsh at medvirke i tv-reklamer for bilmærket Cadillac CTS 2008-model.  Hun er også den nuværende talskvinde for "Caress 'Exotic Oil Infusions".
Den 12. juni 2012 meddelte Walsh, at den sjette sæson af Private Practice ville være hendes sidste sæson.  Samtidig sagde hun, at hun ville være åben for at genoptage sin rolle i Greys Hvide Verden med gæsteoptrædener.
I 2013 optrådte Walsh i Full Circle, en dramaserie bestående af 10 afsnit, der blev skabt af Neil LaBute og blev sendt på DirecTVs Audience Networks kanal. 
I 2014 havde Walsh en birolle i første sæson af FX's tv-serie Fargo. Hun havde en gæsteoptræden i Hulus originale serie The Hotwives of Orlando og medvirkede senere i NBC-serien Bad Judge, som kun fik denne ene sæson. I 2017 fik Walsh rollen som mor til Hannah Baker i Netflix' dramaserie 13 Reasons Why. Hendes præstation mødte stor ros og anerkendelse, og blev kaldt "det bedste arbejde" i hendes karriere. 
I 2019 og 2020 havde Walsh en større tilbagevendende rolle som "the Handler" i Netflix-serien The Umbrella Academy. Hendes seneste rolle har været i Netflix Original-serien, Emily in Paris, hvor hun spiller Emilys chef, der bliver gravid og derfor ikke længere kan flytte til marketingsjobbet i Paris, så hun sender Emily i stedet.
I september 2021 meddelte Walsh, at hun ville vende tilbage som Dr. Addison Montgomery i den kommende 18. sæson af Greys Hvide Verden.

### Filmroller
I 1995 havde Walsh sin første spillesfilmsrolle i Normal Life, et krimidrama; hun spillede søster til en bankrøver, spillet af Luke Perry. I Peppermills spillede hun en kleptoman. Walsh optrådte i kultfilmen Henry: Portrait of a Serial Killer, Del II. Hun fik opmærksomhed i en større Hollywood-produktion som Will Ferrells karakters kone i familiekomedien, Kicking & Screaming. Walsh har optrådt i flere andre film med Ferrell, herunder Bewitched og i Wake Up, Ron Burgundy: The Lost Movie, en "alternativ film" til Anchorman.
I 2003 medvirkede Walsh i Under the Tuscan Sun. Om hendes roller som lesbisk, har Walsh sagt: "Mon jeg afgiver sådan en pige-på-pige-vibe? Eller er det fordi jeg er høj? Jeg tror virkelig bare, at tøser elsker mig! " 
Walsh havde planer om at medvirke i den overnaturlige thriller 1408 i 2007, men måtte springe fra på grund af planlægningskonflikter.  Walsh medvirkede så i den bibelske gyserfilm Legion, der havde premiere d. 22. januar 2010.  Hun spiller også Charlies mor i ungdomsfilmen The Perks of Being a Wallflower i 2012.

### Teater
I maj 2010 debuterede Walsh på off-Broadway overfor Paul Sparks i "Atlantic Theatre Company"s verdenspremiere på Stephen Belbers Dusk Rings a Bell. Det nye stykke havde forpremiere den 19. maj og åbnede 27. maj på Atlantic Stage 2 og spillede frem til 26. juni. New York Times kaldte stykket "et sublimt, smukt udført drama". Walsh havde også en lang teaterkarriere i Chicago, som inkluderede roller i Happy Birthday Wanda June, Donau, Moon Under Miami og Troilus og Cressida. I New York var Walsh medlem af improvisationskomedie-truppen Burn Manhattan og teatertruppen New York City Players. 

### Mode
Walsh grundlagde Boyfriend LLC, et skønheds- og livsstilsfirma, i 2010.  Virksomheden lancerede sit første produkt i november 2010: en parfume kaldet "Boyfriend".  HSN, en førende tv-shopforhandler, og Walsh indgik i et partnerskab for at lancere duften "Boyfriend" med live optrædner af Walsh/iværksætteren på HSN, d. 11. og 12. november.  Walshs gavekasse, som indeholdte Boyfriend eau de parfum, pulspunktolie og fyrfadslys, blev udsolgt på dag et, hvilket oversteg salgsforventningerne. 
Op til lanceringen af Boyfriend skrev og instruerede Walsh otte web-reklamer, der skulle udtrykke de følelser Boyfriend-duften var blevet udviklet til at fremkalde.  Boyfriend webimercials blev lanceret via forskellige sociale mediekanaler, herunder Twitter, YouTube og udvalgte blogs, og er blevet set mere end 200.000 gange til dato og blev frigivet af Walsh før hendes optræden på HSN for at øge spændingen og forventningerne.

## Privatliv
I april 2007 begyndte Walsh at date 20th Century Fox-chefen Alex Young. Young friede til Walsh under en rejse til San Francisco, Californien.  De giftede sig den 1. september 2007 i Ojai Presbyterian Church i Ojai, Californien.  Den 11. december 2008 anmodede Young om skilsmisse på grund af uforenelige forskelle; den officielle dato for separationen i skilsmisseanmodningen står opført som 22. november  Den 24. december 2008 modsatte Walsh sig skilsmissen og anfægtede datoen for separationen anført i Youngs skilsmissepapirer.  Skilsmissen blev afsluttet den 5. februar 2010. 
I starten af 2021 blev Walsh spottet på en strand i Perth, Australien, sammen med sin kæreste, den australske landmand Andrew Nixon. Parret havde mødtes på et krydstogt året forinden og var flyttet sammen i Perth lige inden COVID-19-pandemien brød ud. Walsh har udtalt, at hun har været glad for at være i Australien under pandemien: "Helt ærligt, så føler jeg mig meget heldig - det er en total skør situation; det er som om at være i en helt anden virkelighed end resten af verden." Som del af flytningen til Australien har Walsh planer om at styrke den lokale australske filmindustri. 
Walsh fortalte i et interview i 2015, at hun ikke længere kan få børn, fordi hun i midten af 40'ere gik igennem en tidlig menopause. Hun fortæller, at hun ville have elsket at blive mor, men aldrig har villet gøre det alene. Det var Walshs ene søster, der selv gik igennem en tidlig menopause, som opfordrede Walsh til at blive undersøgt og hvor man fandt samme tilstand. Walsh har forsøgt at omfavne skuffelsen og bruge oplevelsen til noget positivt i livet. 

### Helbred
I september 2017 afslørede Walsh, at hun i 2015 var blevet diagnosticeret med et godartet meningiom. Hun blev opereret og fik succesfuldt fjernet tumoren. Walsh tog sig en ni måneders pause for at komme sig.  Walsh gennemgik en hofteudskiftning i november 2019. 

## Social og politisk aktivisme
Siden sommeren 2007 har Walsh været talsmand for Narcolepsy Network og arbejdet på at fremme national opmærksomhed og viden om narkolepsi gennem infomercials og DVD'er.  I januar 2008 medvirkede Walsh i en video til fordel for den demokratiske præsidentkandidat Barack Obama kaldet "Yes We Can", som blev produceret af will.i.am fra Black Eyed Peas.  Hun deltog også i kampagner for Obama i Arizona, Texas, Nevada og Pennsylvania.  
I juli 2008 blev Walsh nomineret som kandidat af Unite for Strength-panelet til en plads i den nationale bestyrelse for Screen Actors Guild (SAG) ved valget, der var planlagt til 18. september 2008.  Den 18. september 2008 blev Walsh valgt til at sidde i SAG-bestyrelsen for en treårig periode. 
Walsh støtter op om adoption af kæledyr og laver ofte kampagner for sagen. Den 7. februar 2008 klippede hun båndet til et nyt hundeadoptionscenter på Times Square.  I 2005 sluttede Walsh sig til Planned Parenthood Federation of America (PPFA )'s Board of Advocates, og modtog i 2008 en PPFA Maggie Award for at være en kunstner, der støtter reproduktiv sundhed og frihed. Hun har deltaget i adskillige Planned Parenthood-aktiviteter, herunder nationale fundraisers, lokale Planned Parenthood-arrangementer, PPFA Awards Gala og lobbydag på Capitol Hill, for at tydeliggøre behovet for mere omfattende seksualundervisning. I januar 2009 talte hun ved Planned Parenthood Presidential Inauguration Brunch i Washington, DC. 
Som annonceret i slutningen af 2009 indgik Walsh et samarbejde med havbeskyttelses- og støttegruppen Oceana for at støtte op om til øget beskyttelse af havskildpadder. Hun og en flok eksperter fra gruppen tog til Jomfruøerne for at se skildpaddeungernes udklækning og efterfølgende rejse ud til havet. 
Under det amerikanske valg i 2016 var Walsh tilhænger af Hillary Clinton, der offentligt støttede kandidaten og talte hendes sag flere gange i Californien, Arizona, New Hampshire og Virginia. 

## Filmografi

### Film
| År   | Titel                                               | Rolle                  | Noter         |
| ---- | --------------------------------------------------- | ---------------------- | ------------- |
| 1996 | Normal Life                                         | Cindy Anderson         |               |
| 1997 | Peppermills                                         | Lena                   |               |
| 1997 | Night of the Lawyers                                | Pressie Brooks (Biker) |               |
| 1998 | Henry: Portrait of a Serial Killer, Part II         | Cricket                |               |
| 1998 | Three Below Zero                                    | Moirat                 |               |
| 1998 | Heaven                                              | Diner                  |               |
| 2000 | The Family Man                                      | Jeannie                |               |
| 2002 | Anatomy of a Breakup                                | Lorra                  |               |
| 2002 | A Day in the Life of Nancy M. Pimental              | Kate                   |               |
| 2003 | Under the Tuscan Sun                                | Grace                  |               |
| 2004 | After the Sunset                                    | Shelia                 |               |
| 2004 | Wake Up, Ron Burgundy: The Lost Movie               | Sue                    | Direct-to-DVD |
| 2005 | Kicking & Screaming                                 | Barbara Weston         |               |
| 2005 | Inside Out                                          | Tyne                   |               |
| 2005 | Bewitched                                           | Sexet servitrice       |               |
| 2007 | Veritas, Prince of Truth                            | Nemesii                |               |
| 2009 | One Way to Valhalla                                 | Raina                  |               |
| 2010 | Legion                                              | Sandra Anderson        |               |
| 2011 | Angels Crest                                        | Roxanne                |               |
| 2012 | The Perks of Being a Wallflower                     | Mrs. Kelmeckis         |               |
| 2013 | Scary Movie 5                                       | Mal Colb               |               |
| 2014 | Dermaphoria                                         | Morell                 |               |
| 2015 | Just Before I Go                                    | Kathleen Morgan        |               |
| 2015 | Staten Island Summer                                | Dannys mor             |               |
| 2015 | Any Day                                             | Bethley                |               |
| 2017 | Girls Trip                                          | Liz Davelli            |               |
| 2017 | Mark Felt: The Man Who Brought Down the White House | Pat Miller             |               |
| 2017 | Reality High                                        | Dr. Fiona Shively      |               |
| 2017 | If I Forget                                         | Holly Fischer          |               |
| 2018 | Ideal Home                                          | Kate                   |               |
| 2019 | Almost Love                                         | Elizabeth              |               |
| 2019 | 3022                                                | Jackie Miller          |               |
| 2020 | Honest Thief                                        | Annie Wilkins          |               |
| 2020 | Sometime Other Than Now                             | Kate                   |               |

### Tv
| År              | Titel                                 | Rolle                  | Noter                                                                          |
| --------------- | ------------------------------------- | ---------------------- | ------------------------------------------------------------------------------ |
| 1996            | Homicide: Life on the Street          | Cathy Buxton           | Afsnit: "Stakeout"                                                             |
| 1996            | Swift Justice                         | Paula "Paulie" Goddard | Afsnit: "The Haze"                                                             |
| 1997            | Law & Order                           | Lt. Kirstin Blair      | Afsnit: "Navy Blues"                                                           |
| 1997–2002       | The Drew Carey Show                   | Nicki Fifer            | Tilbagevendende rolle; 22 afsnit                                               |
| 1998            | Cupid                                 | Heidi                  | Afsnit: "Meat Market"                                                          |
| 1999            | Turks                                 | Terry                  | 1 afsnit                                                                       |
| 1999            | The Mike O'Malley Show                | Marcia                 | Afsnit: "Pilot", "Out of Their League"                                         |
| 2000            | Cursed                                | Stace                  | Afsnit: "...And Then He Had to Give a Thumbs Up"                               |
| 2000–2001       | The Norm Show                         | Jenny                  | Tilbagevendende rolle; 5 afsnit                                                |
| 2001            | The Fugitive                          | Agent Eve Hilliard     | Tilbagevendende rolle; 3 afsnit                                                |
| 2001            | The Mind of the Married Man           | Carol Nelson           | Tilbagevendende rolle; 6 afsnit                                                |
| 2003–2004       | Karen Sisco                           | Marley Novak           | Afsnit: "Nobody's Perfect", "No One's Girl"                                    |
| 2004            | The Men's Room                        | Karen                  | Tilbagevendende rolle; 3 afsnit                                                |
| 2004            | CSI: Crime Scene Investigation        | Mimosa                 | Afsnit: "Ch-Ch-Changes"                                                        |
| 2004            | Complete Savages                      | Maggie                 | Afsnit: "My Two Sons"                                                          |
| 2005            | Bobby Cannon                          | London                 | Tv-film                                                                        |
| 2005            | Eyes                                  | Kendall Judd           | Afsnit: "Wings"                                                                |
| 2005–2012; 2021 | Greys Hvide Verden                    | Dr. Addison Montgomery | Fast rolle (sæson 2–3); Special gæsteoptræden (sæson 1, 4–8, 18–nu); 59 afsnit |
| 2007–2013       | Private Practice                      | Dr. Addison Montgomery | Fast rolle; 111 afsnit                                                         |
| 2008            | Upright Citizens Brigade: Asssscat    | Gæste monolog          | Tv-film                                                                        |
| 2009            | King of the Hill                      | Kat Savage (stemme)    | Afsnit: "Uncool Customer"                                                      |
| 2011            | Comedy Central Roast of Charlie Sheen | Roaster                | Special                                                                        |
| 2013            | Full Circle                           | Trisha Campbell        | Tilbagevendende rolle; 3 afsnit                                                |
| 2014            | Fargo                                 | Gina Hess              | Tilbagevendende rolle; 4 afsnit                                                |
| 2014–2015       | Bad Judge                             | Rebecca Wright         | Fast rolle; 13 afsni                                                           |
| 2015            | Undateable                            | Kunde                  | Afsnit: "A Live Show Walks Into a Bar"                                         |
| 2017–2019       | 13 Reasons Why                        | Olivia Baker           | Fast rolle (sæson 1–2), gæst (sæson 3); 27 afsnit                              |
| 2019            | Fam                                   | Jolene                 | Afsnit: "Jolene, Jolene..."                                                    |
| 2019–nu         | The Umbrella Academy                  | The Handler            | Tilbagevendende rolle (sæson 1), Fast rolle (sæson 2–nu); 13 afsnit            |
| 2020–nu         | Emily in Paris                        | Madeline Wheeler       | Tilbagevendende rolle                                                          |

### Computerspil
| År   | Titel                   | Rolle                    | Noter |
| ---- | ----------------------- | ------------------------ | ----- |
| 1994 | Club Dead               | Lana Powers (stemme)     |       |
| 2016 | Marvel Avengers Academy | The Ancient One (stemme) |       |

## Priser og nomineringer
| År   | Pris                                  | Kategori                                                 | Arbejde                                         | Resultat  |
| ---- | ------------------------------------- | -------------------------------------------------------- | ----------------------------------------------- | --------- |
| 2006 | Satellite Awards                      | Best Ensemble, Television                                | Greys Hvide Verden delt med castet              | Vundet    |
| 2006 | Gold Derby Awards                     | Ensemble of the Year                                     | Greys Hvide Verden delt med castet              | Nomineret |
| 2006 | Screen Actors Guild Awards            | Outstanding Performance by an Ensemble in a Drama Series | Greys Hvide Verden delt med castet              | Nomineret |
| 2007 | Screen Actors Guild Awards            | Outstanding Performance by an Ensemble in a Drama Series | Greys Hvide Verden delt med castet              | Vundet    |
| 2007 | Gold Derby Awards                     | Ensemble of the Year                                     | Greys Hvide Verden delt med castet              | Nomineret |
| 2008 | Screen Actors Guild Awards            | Outstanding Performance by an Ensemble in a Drama Series | Greys Hvide Verden delt med castet              | Nomineret |
| 2011 | People's Choice Awards                | Favorite TV Drama Actress                                |                                                 | Nomineret |
| 2012 | San Diego Film Critics Society Awards | Best Ensemble Performance                                | The Perks of Being a Wallflower delt med castet | Vundet    |
| 2012 | Awards Circuit Community Awards       | Best Cast Ensemble                                       | The Perks of Being a Wallflower delt med castet | Nomineret |
| 2019 | Westfield International Film Festival | Best Actress - Feature                                   | Sell By                                         | Vundet    |